# Cours de morale au Québec
Pour les autres pays, voir Cours de morale.
Cette page présente l'évolution de l'enseignement de la morale au Québec.

## Historique
Jusqu'en 2000, les cours de morale au Québec ont été distincts des cours de religion.
En 1983, un système d'option avait été instauré pour laisser le choix entre un enseignement moral, ou apprentissage de "valeurs" et un enseignement confessionnel (catholique ou protestant).
En septembre 2008, un cours d'éthique et de culture religieuse a été mis en place par le gouvernement québécois.
Les cours représentent 36 heures par an au primaire, et 50 heures dans le secondaire.
« Le Québec est le premier pays (sic) qui a créé un cours de morale laïque obligatoire, c'est le pays le plus avancé en la matière »,.
Cependant, pour Marie-Michelle Poisson, présidente du Mouvement laïque québécois, le programme comporte des lacunes flagrantes.